# Jonas Reiter

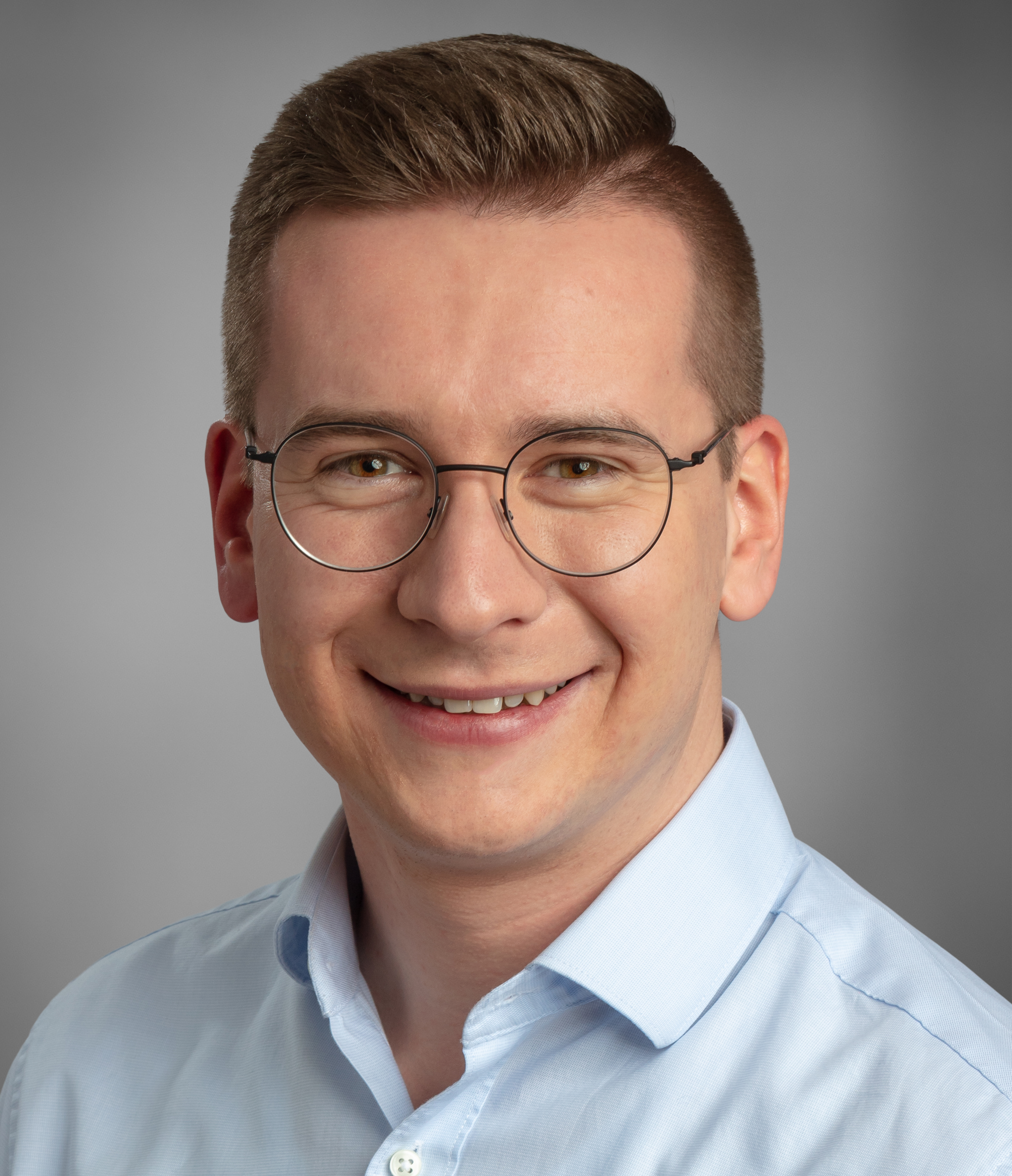
Jonas Reiter

Jonas Reiter (* 12. Februar 1996 in Wadern) ist ein deutscher Politiker (CDU). Seit Juli 2022 ist er Abgeordneter im Landtag des Saarlandes.

## Leben
Reiter legte 2015 das Abitur am Gymnasium in Hermeskeil ab. Anschließend studierte er von 2015 bis 2018 Betriebswirtschaftslehre an der Universität des Saarlandes in Saarbrücken. Er schloss das Studium mit dem Bachelor ab. Ab 2018 absolvierte er ein Masterstudium der Betriebswirtschaftslehre ebenfalls an der Universität des Saarlandes, das er 2021 abschloss. Von 2016 bis 2021 war er als Mitarbeiter der damaligen Bundestagsabgeordneten Nadine Schön tätig. Von 2021 bis zu seinem Einzug in den Landtag 2022 war er als Consultant bei der Strategion GmbH und als wissenschaftlicher Mitarbeiter beim Forschungsinstitut Bildung Digital tätig.
Reiter ist römisch-katholisch und lebt in Nonnweiler-Primstal.

## Politik
Reiter ist Mitglied der CDU. Er ist seit den Kommunalwahlen im Saarland 2014 Mitglied des Gemeinderates von Nonnweiler und des Ortsrates von Primstal. Von 2019 bis 2024 war er stellvertretender Ortsvorsteher von Primstal. Am 9. Juli 2024 wurde Reiter zum Ortsvorsteher von Primstal gewählt, nachdem die CDU Primstal mit ihm als Spitzenkandidat bei der vorhergehenden Ortsratswahl ein Ergebnis von 74,17 % erzielte. Zudem war er von 2018 bis 2024 Vorsitzender der Jungen Union im Landkreis St. Wendel.
Am 25. März 2023 kandidierte Reiter für den Vorsitz des Landesvorstands der Jungen Union Saar, unterlag aber in einer Kampfabstimmung Fabian Laßotta, der sich mit 52,3 % knapp durchsetzte.
Bei der Bundestagswahl 2021 trat Reiter auf Platz 13 der Landesliste der CDU Saar an, verfehlte jedoch den Einzug in den Bundestag. Bei der Landtagswahl im Saarland 2022 kandidierte er auf Platz 7 der Liste der CDU im Wahlkreis Neunkirchen, verfehlte jedoch zunächst den Einzug in den Landtag. Am 1. Juli 2022 rückte er für Alexander Funk in den Landtag des Saarlandes als dann jüngster Abgeordneter nach. Im Landtag des Saarlandes ist er stellvertretender Ausschussvorsitzender des Wissenschaftsausschusses sowie Ausschussvorsitzender des Unterausschusses zur Prüfung der Haushaltsrechnung. Außerdem engagiert er sich darüber hinaus insbesondere in den Themenbereichen Jugend, Polizei und ländlicher Raum.
Mit der stellvertretenden Generalsekretärin der CDU Saar, Carolin Mathieu, veröffentlicht Reiter zweiwöchentlich den Podcast Lass machen.